# Elsa Giöbel-Oyler
Elsa Maria Giöbel-Oyler född 16 oktober 1882 i Hällefors i Örebro län, död 11 februari 1979 i Nora, var en svensk målare. Hon var dotter till jägmästaren Adrian Giöbel och Maria Frigelius samt brorsdotter till Selma Giöbel. Hon gifte sig 1911 med författaren Philip Oyler och är mor till Soldanella Oyler.
Giöbel började måla 1903 och sökte sig 1904 till Stockholm för att studera måleri. Där sammanträffade hon med Richard Bergh och Karl Nordström. 1905 fick hon låna Berghs ateljé, där hon huvudsakligen målade stilleben och modeller som hon hyrde in. Samtidigt studerade hon konst på egen hand eller tillsammans med Anna Sahlström, som även blev en nära vän.
Senhösten 1905 inledde hon konststudier vid Konstnärsförbundets fria skola under Richard Bergh och hon arbetade intensivt med figur och naketstudier och våren 1907 med landskapsmotiv i Solnaskogen under ledning av Karl Nordström. Hon gjorde 1911 en studieresor till Berlin och Dresden och under de intryck hon mötte där förlorade hon sitt konstnärliga självförtroende. Efter Tyskland reste hon till England där hon gifte sig med författaren Philip T. Oyler som blev förskräckt när hennes målningar anlände från Sverige; han var uppväxt med den förfinade engelska konsten. Det slutade med att de eldade upp en del av dem i trädgården; de enda av hennes tidiga tavlor som överlevde var de som tillhörde hennes föräldrar och syskon. Hon deltog senare i flera utställningar i England, bland annat med Southampton Art Society 1928 och 1929, Royal Academy i London 1929 och på Renaissance Art Galleries i London 1937. Efter makens död 1939 flyttade hon åter till fädernegården i Järle och efter ett 40 års långt uppehåll återupptog hon måleriet, främst då blomstermotiv. 1952 genomförde hon en retrospektiv separatutställning i Örebro.
Hennes konst består av stilleben, figurer, landskap och naketmåleri, och hon är representerad på Nationalmuseum i Stockholm och Örebro läns museum med oljemålningen Träd och moln från 1909.